# Михајло Петровић Алас (документарни филм)
„Михајло Петровић Алас” је југословенски кратки документарни филм из 1968. године. Режирао га је Миодраг Мија Јакшић који је са Драганом Трифуновићем написао и сценарио.